# Mario Pezzi (prevere)
Mario Pezzi (Gottolengo, 10 de setembre de 1942 -), prevere, figura important del Camí Neocatecumenal.

## Vida
Va entrar al seminari dels pares Combonians amb deu anys l'any 1951.
El 1970 es va adherir al nounat Camí Neocatecumenal. Prompte es convertiria en el prevere responsable de l'equip internacional del Camí, unint-se als seus iniciadors: Kiko Argüello i Carmen Hernández. El 1979, junt amb Kiko i Carmen, va tenir la seva primera trobada amb el papa Joan Pau II a Castelgandolfo.
El 1992 abandonà l'orde comboniana per a continuar amb més dedicació la seua tasca al Camí Neocatecumenal.